# Tranbjerg
Tranbjerg is een plaats in de Deense regio Midden-Jutland, gemeente Aarhus, en telt 7214 inwoners (2007). Het dorp ligt aan Odderbanen. De lijn en het station worden omgebouwd wegens de invoering van Aarhus Letbane, een tramtreinsysteem.